# A.C.E
A.C.E (hangul: 에이스), acrônimo de Adventure Calling Emotions, é um grupo sul-coreano estreado pela Beat Interactive e co-gerenciado pela Swing Entertainment. O grupo é composto por cinco membros: Jun, Donghun, Wow, Kim Byeongkwan e Chan. O grupo debutou em 23 de maio de 2017, com o single "Cactus".

## História

### Pré-estreia
Jun treinou com a Jellyfish Entertainment ao lado do VIXX antes de se transferir para a CJ E&M. Ele apareceu no I Can See Your Voice da Mnet como Kangta. Donghun competiu no Superstar K5 antes de se tornar um trainee na CJ E&M, e mais tarde apareceu no I Can See Your Voice, ganhando o episódio e recebendo elogios do JB do Got7. Wow treinou na YG Entertainment ao lado do Winner antes de se mudar para a CJ E&M, onde conheceu Jun e Donghun. Kim Byeongkwan participou da primeira temporada do K-pop Star, mas foi eliminado durante a rodada final do elenco. Ele também treinou com a JYP Entertainment ao lado de Chan.

### 2017–2018:Cactus,Callin, eA.C.E Adventures in Wonderland

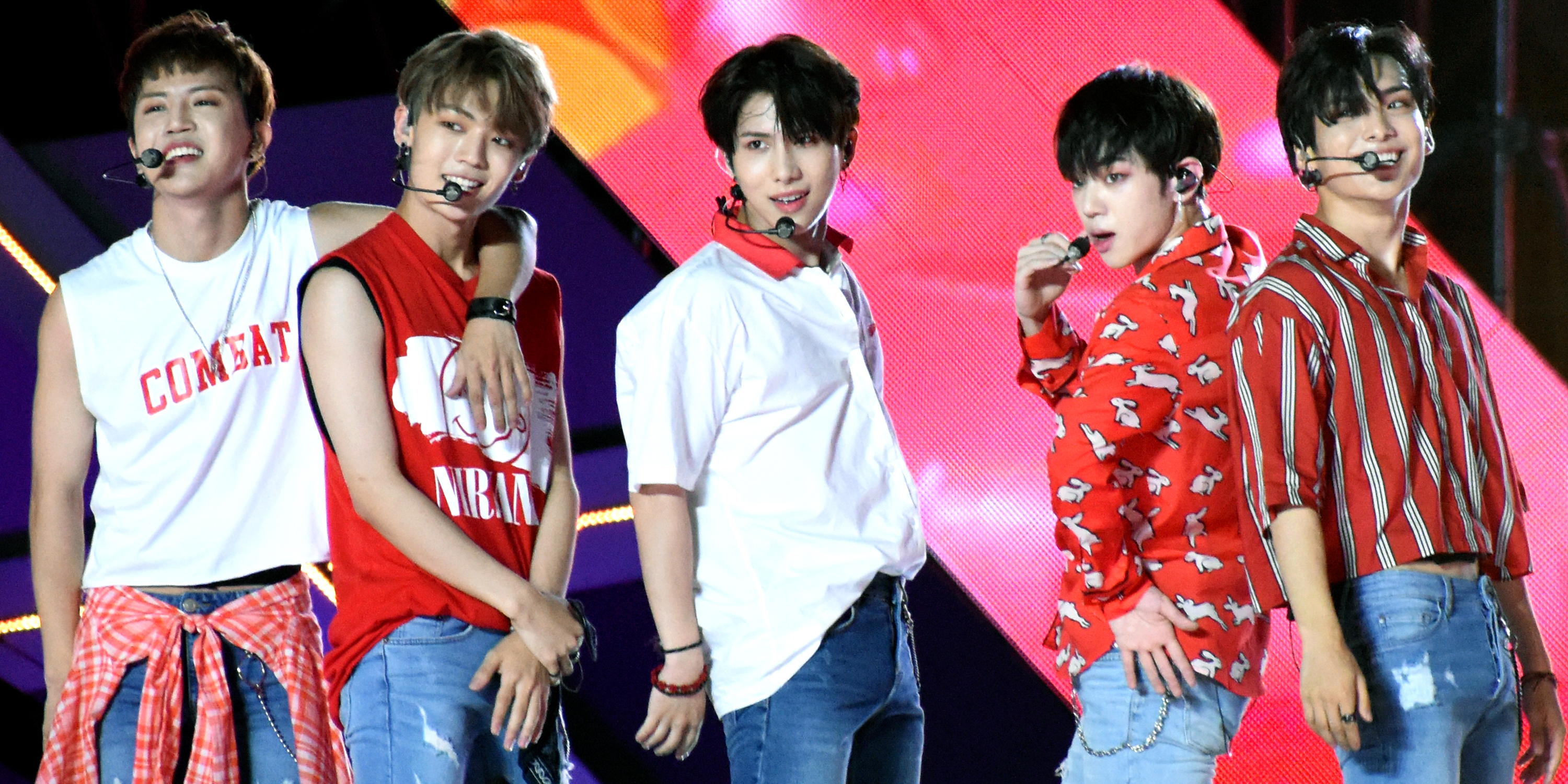
A.C.E durante o Sky Festival, em 2018
E-D: Donghun, Chan, Wow, Kim Byeongkwan, Jun

Em 23 de Maio de 2017, A.C.E lançou o seu single de estreia Cactus, um Hardstyle produzido pela Zoobeater Sound. A.C.E lançou seu segundo single Callin' em 19 de outubro de 2017. Em 15 de Março de 2018, o grupo lançou um especial intitulado "5TAR (Incompletion)", com a música servindo como um presente para os fãs depois de seu breve hiato para se juntar no The Unit e no MixNine.
Os membros do grupo Kim Byeongkwan e Donghun ganharam o 4º e o 8º lugar, respectivamente, no MixNine em janeiro de 2018. Eles teriam estreado em um grupo temporário, mas a estreia foi cancelada no final daquele ano.
Em 7 de junho de 2018, A.C.E lançou seu álbum reeditado "A.C.E Adventures in Wonderland" com a faixa-título "Take Me Higher". O membro do grupo Chan não participou deste álbum devido às suas promoções com o grupo temporário UNB, depois de ganhar o 9º lugar no The Unit no início daquele ano.
A.C.E participou de uma colaboração com o DJ francês Hcue com a faixa "I Feel So Lucky", que foi lançada em 14 de setembro de 2018, visando um som Moombahton fundido com elementos K-pop.

### 2019–2020:Under Cover,Under Cover: The Mad SquadeHJZM: The Butterfly Phantasy
Em 17 de maio de 2019, o A.C.E lançou seu segundo álbum Under Cover com a faixa-título com o mesmo nome.
A.C.E lançou seu terceiro álbum, Under Cover: The Mad Squad, em 29 de outubro de 2019, com a faixa-título "Savage".
A.C.E lançou seu quarto álbum, HJZM: The Butterfly Phantasy em 2 de setembro de 2020, com a faixa-título "Favorite Boys" (도깨비). Em 8 de janeiro de 2021, um remix da música feito pelo DJ americano Steve Aoki, com a participação do rapper nigeriano-americano Thutmose, renomeado "Fav Boyz", foi lançado.

### 2021–presente: Nova agencia eSiren: Dawn
Em 5 de fevereiro de 2021, foi anunciado que a Swing Entertainment co-gerenciaria o A.C.E ao lado da Beat Interactive. Swing Entertainment será responsável pelas aparições de transmissão doméstica do artista, enquanto Beat Interactive é responsável pela produção, marketing global, gerenciamento de cuidados com o artista e marketing de fãs.
Em 16 de abril de 2021, A.C.E lançou o single "Down", em colaboração com Grey.
A.C.E lançou seu quinto álbum Siren: Dawn em 23 de junho de 2021, com a faixa-título "Higher".

## Membros
- Donghun (hangul: 동훈) - Vocalista principal,[18] nascido Lee Dong-hun (hangul: 이동훈) em Gyeonggi-do, Coreia do Sul em 28 de fevereiro de 1993.[19]
- Wow (hangul: 와우) - Dançarino principal, vocalista, rapper[18], nascido Kim Se-yoon (hangul: 김세윤) em Jeolla-do, Coreia do Sul em 15 de maio de 1993.
- Jun (hangul: 준) - Líder, vocalista líder, dançarino líder,[18] nascido Park Jun-hee (hangul: 박준희) em Suncheon, Jeolla-do, Coreia do Sul em 02 de junho de 1994.
- Kim Byeongkwan (hangul: 김병관, anteriormente conhecido como Jason) - Dançarino principal, vocalista, rapper[18], nascido Kim Byeong-kwan (hangul: 김병관) em Seoul, Coreia do Sul em 13 de agosto de 1996.
- Chan (hangul: 찬) - vocalista principal,[18] nascido Kang Yu-chan (hangul: 강유찬) em Jeju, Coreia do sul em 31 de dezembro de 1997.

## Discografia

### Álbuns

#### Reedições
| Título                         | Detalhes do álbum | Posição nos charts | Posição nos charts | Vendas   |
| Título                         | Detalhes do álbum | KOR                | US World           | Vendas   |
| ------------------------------ | --- | ------------------ | ------------------ | -------- |
| A.C.E Adventures in Wonderland | - Lançado: 7 de junho de 2018 - Gravadora: Beat Interactive - Formatos: CD, download digital Lista de faixas 1. "Cactus" (hangul: 선인장; rr: Seoninjang) 2. "Callin'" 3. "Black and Blue" 4. "Take Me Higher" 5. "Dessert" 6. "Star (Incompletion)" 7. "Cactus" (Inst.) 8. "Callin'" (Inst.) 9. "Star (Incompletion)" (Inst.)                 | 6                  | —                  | : 19,984 |
| Changer: Dear Eris             | - Lançado: 2 de Setembro de 2021 - Gravadora: Beat Interactive , Swing Entert. - Formatos: CD , Dowload digital Lista de faixas 1. "INTRO: Revolutions" 2. "Changer" 3. "Black and Blue (complete ver.)" 4. "Down (Kor. Ver)" 5. "Talk you down" 6. "Jindo Arirang (Prequel)" 7. 'Cactus (Eng. Ver.)" 8. "Cactus (Remix Ver.)" 9. "Remeber Us" |                    |                    | : 36,284 |

#### Extended plays
| Título                                                                                   | Detalhes do álbum | Posição nos charts | Posição nos charts | Vendas   |
| Título                                                                                   | Detalhes do álbum | KOR                | US World           | Vendas   |
| ---------------------------------------------------------------------------------------- | --- | ------------------ | ------------------ | -------- |
| Under Cover                                                                              | - Lançado: 17/05/2019 - Gravadora: Beat Interactive - Formatos: CD, download digital Lista de faixas 1. Do It Like Me 2. Under Cover 3. Mr. Bass 4. If You Heard 5. 5TAR (CD Only)                                                     | 8                  | 9                  | : 29,812 |
| Under Cover: The Mad Squad                                                               | - Lançado: 29 de outubro de 2019 - Gravadora: Beat Interactive - Formatos: CD, download digital Lista de faixas 1. "Intro: Escape" 2. "Savage" 3. "Slow Dive" 4. "So Sick" 5. "Holiday" 6. "Take Me Higher" (Complete Ver.)            | 7                  | —                  | : 39,616 |
| HZJM: The Butterfly Phantasy                                                             | - Lançado: 2 de setembro de 2020 - Gravadora: Beat Interactive - Formatos: CD, download digital Lista de faixas 1. "Golden Goose" 2. "Favorite Boys" (도깨비) 3. "Baby Tonight" (황홀경) 4. "Stand by you" (편지를 써) 5. "Clover"     | 4                  | —                  | : 61,969 |
| Siren: Dawn                                                                              | - Lançado: 23 de junho de 2021 - Gravadora: Beat Interactive, Swing Entertainment - Formatos: CD, download digital Lista de faixas 1. "Intro: Miserere Mei Deus (We Fell Down)" 2. "Atlantis" 3. "Higher" 4. "Chasing Love" 5. "Story" | 2                  | —                  | : 39,972 |
| "—" indica lançamentos que não figuraram nas paradas ou não foram lançados nessa região. | |                    |                    |          |

#### Álbuns single
| Título                                  | Detalhes do álbum                                                                               | Posição nos charts | Vendas  |
| Título                                  | Detalhes do álbum                                                                               | KOR                | Vendas  |
| --------------------------------------- | ----------------------------------------------------------------------------------------------- | ------------------ | ------- |
| Cactus (hangul: 선인장; rr: Seoninjang) | - Lançado: 23 de maio de 2017 - Gravadora: Beat Interactive - Formatos: CD, download digital    | 24                 | : 900   |
| Callin'                                 | - Lançado: 18 de outubro de 2017 - Gravadora: Beat Interactive - Formatos: CD, download digital | 28.                | : 1.000 |

### Singles
| Título                                                                                   | Ano     | Posição nos charts | Posição nos charts | Vendas  | Álbum                          |
| Título                                                                                   | Ano     | KOR Gaon           | US World           | Vendas  | Álbum                          |
| Coreano                                                                                  | Coreano | Coreano            | Coreano            | Coreano | Coreano                        |
| ---------------------------------------------------------------------------------------- | ------- | ------------------ | ------------------ | ------- | ------------------------------ |
| "Cactus" (hangul: 선인장)                                                                | 2017    | —                  | 21                 | —       | A.C.E Adventures in Wonderland |
| "Callin'"                                                                                | 2017    | —                  | —                  | —       | A.C.E Adventures in Wonderland |
| "5tar (Incompletion)"                                                                    | 2018    | —                  | —                  | —       | A.C.E Adventures in Wonderland |
| "Take Me Higher"                                                                         | 2018    | —                  | 15                 | —       | A.C.E Adventures in Wonderland |
| "Under Cover"                                                                            | 2019    | —                  | 23                 | —       | Under Cover                    |
| "Savage"                                                                                 | 2019    | —                  | —                  | —       | Under Cover: The Mad Squad     |
| "Favorite Boys" (도깨비)                                                                 | 2020    | —                  | —                  | —       | HJZM: The Butterfly Phantasy   |
| "Higher"                                                                                 | 2021    | —                  | —                  | —       | Siren : Dawn                   |
| "Changer"                                                                                | 2021    | -                  | -                  |         | Changer: Dear Eris             |
| Japonês                                                                                  |         |                    |                    |         |                                |
| "All I Want Is You"                                                                      | 2019    | —                  | —                  | —       | Sem álbuns                     |
| "My Lover"                                                                               | 2020    | —                  | —                  | —       | Sem álbuns                     |
| "—" indica lançamentos que não figuraram nas paradas ou não foram lançados nessa região. |         |                    |                    |         |                                |

### Colaborações
| Ano  | Canção            | Artista(s)                                       | Posição nos charts | Posição nos charts |
| Ano  | Canção            | Artista(s)                                       | KOR Gaon           | US World           |
| ---- | ----------------- | ------------------------------------------------ | ------------------ | ------------------ |
| 2018 | "I Feel So Lucky" | Hcue feat. A.C.E                                 | —                  | —                  |
| 2020 | "First Love"      | Hong Chang Woo feat. A.C.E (Jun, Donghun & Chan) | —                  | —                  |
| 2021 | "Fav Boyz"        | A.C.E feat. Steve Aoki e Thutmose                | —                  | 4                  |
| 2021 | "Down"            | A.C.E feat. Grey                                 | —                  | —                  |
| 2021 | "Hope, Fade Away" | Zeun J feat. A.C.E (Donghun)                     | —                  | —                  |

### Trilhas sonoras
| Ano  | Título                          | Álbum                              |
| ---- | ------------------------------- | ---------------------------------- |
| 2018 | "Maybe"                         | My Healing Love OST                |
| 2019 | "The Beginning"                 | Beautiful Love, Wonderful Life OST |
| 2020 | "Where You Are"                 | The Game: Towards Zero OST         |
| 2020 | "Still Love"                    | How to Buy a Friend OST            |
| 2020 | "Show Your Heart"               | Welcome OST                        |
| 2020 | "I'm Me"                        | Twenty-Twenty OST                  |
| 2020 | "Where Are You"                 | Kairos OST                         |
| 2021 | "Something" (어떻게 할까?)      | Sometoon 2021 OST                  |
| 2021 | "Is It Just Me?" (썸썸한 사이?) | Sometoon 2021 OST                  |
| 2021 | "Spark"                         | Light On Me OST                    |

## Filmografia

### Televisão
| Ano  | Título                | Canal | Notas                                  | Ref.          |
| ---- | --------------------- | ----- | -------------------------------------- | ------------- |
| 2017 | Hello, My Twenties! 2 | JTBC  | Como membros do grupo The Fifth Column | [ 34 ]        |
| 2020 | Zombie Detective      | KBS2  | Dançarinos                             | [ 35 ] [ 36 ] |
| 2021 | Tinted with You       | Web   | Jun main role                          |               |

## Prêmios e indicações
| Ano  | Prêmio                       | Categoria                 | Resultado | Ref.   |
| ---- | ---------------------------- | ------------------------- | --------- | ------ |
| 2017 | SBS PopAsia Awards           | Rookie of the Year        | Venceu    | [ 37 ] |
| 2018 | StarHub Night of Stars       | Best Newcomer Award       | Venceu    | [ 38 ] |
| 2019 | The Fact Music Awards        | Rising Star Award         | Venceu    | [ 39 ] |
| 2019 | Soribada Best K-Music Awards | Next Artist Award         | Venceu    | [ 40 ] |
| 2020 | Global GAIA Service Award    | World Star Award          | Venceu    | [ 41 ] |
| 2020 | APAN Music Awards            | Choice Global Hallyu Star | Venceu    | [ 42 ] |